# Prunus nipponica
Prunus nipponica är en rosväxtart som beskrevs av Jinzô Matsumura. Prunus nipponica ingår i släktet prunusar, och familjen rosväxter.

## Underarter
Arten delas in i följande underarter:
- P. n. alpina
- P. n. kurilensis

## Bildgalleri

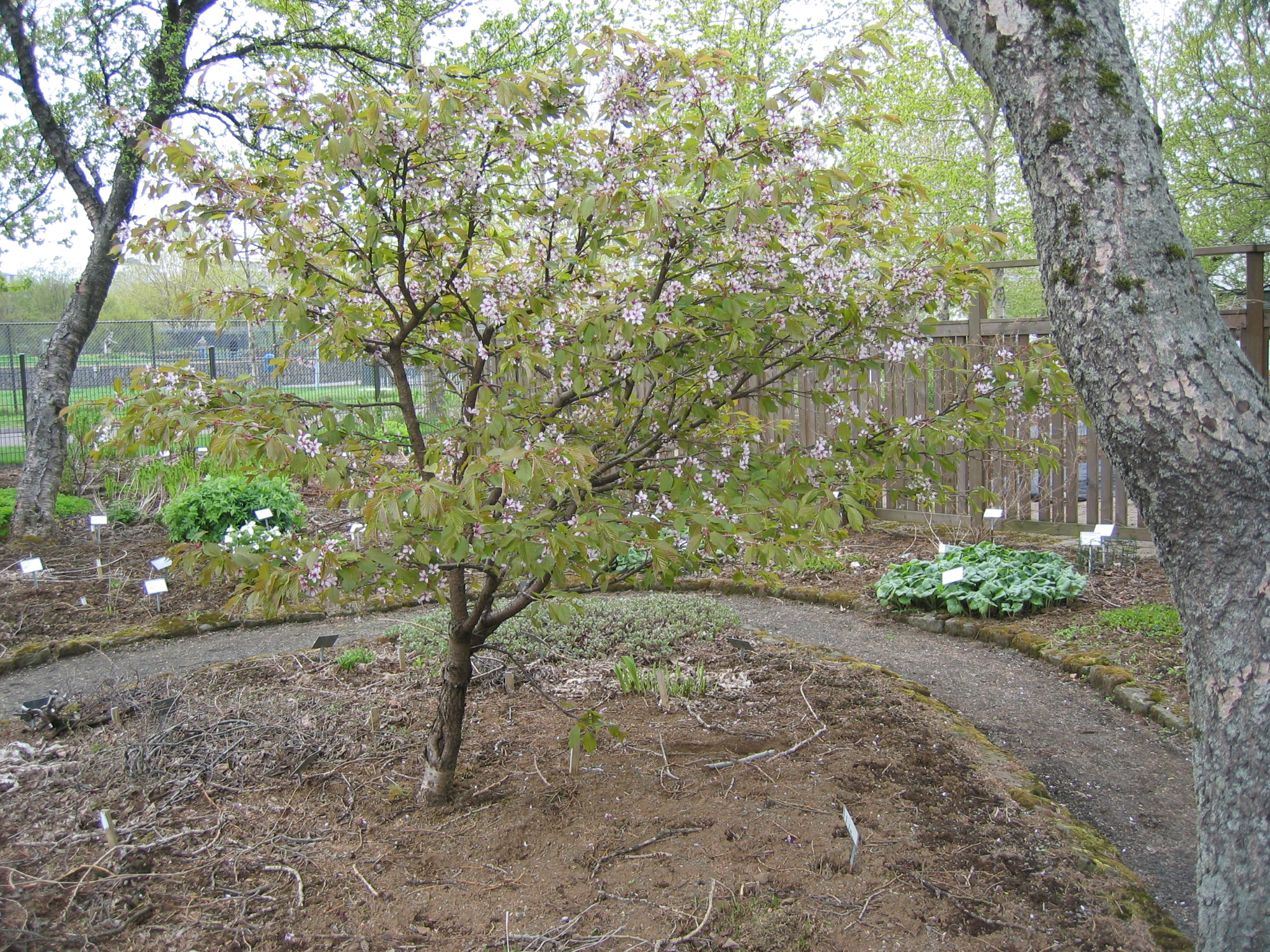
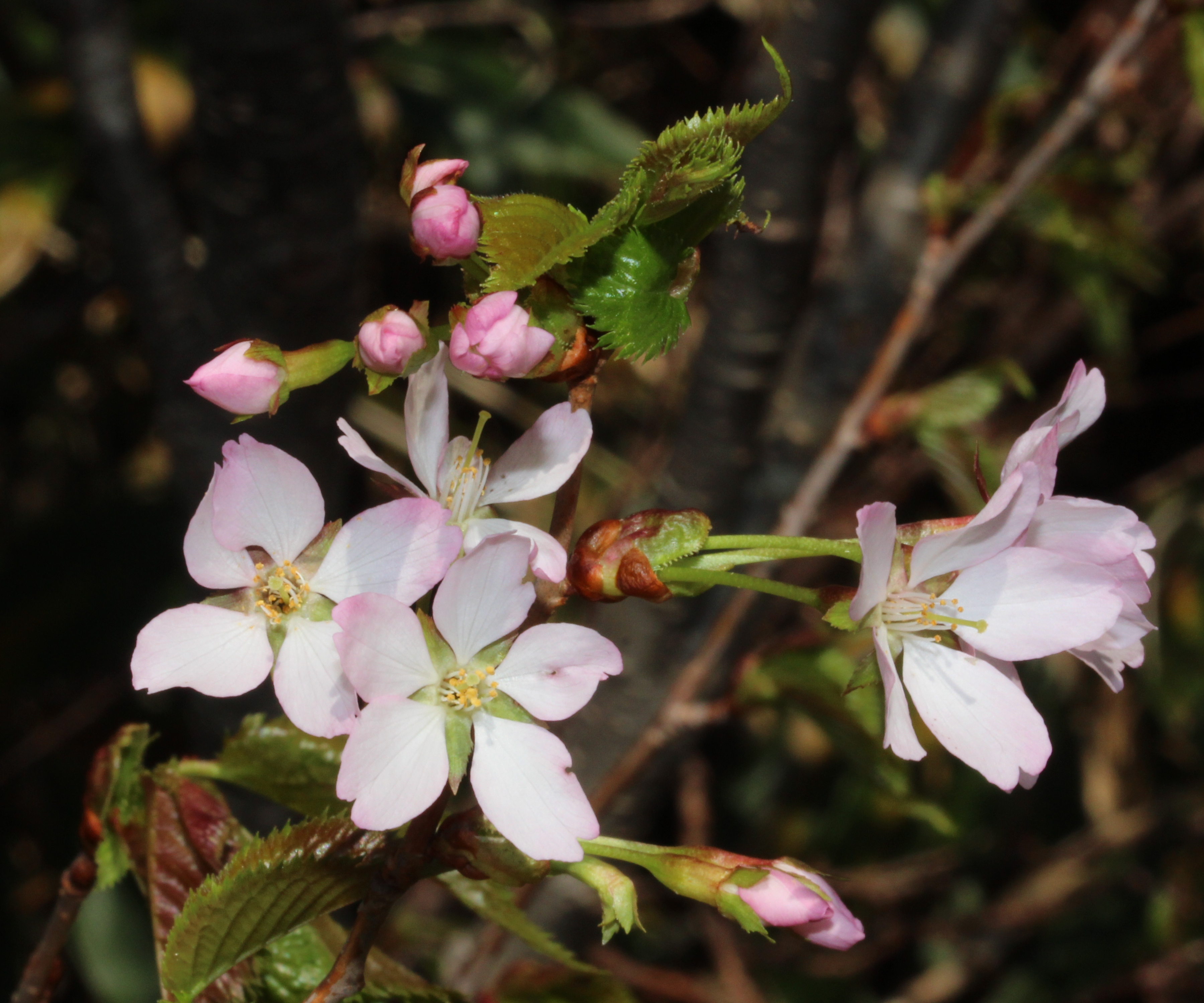
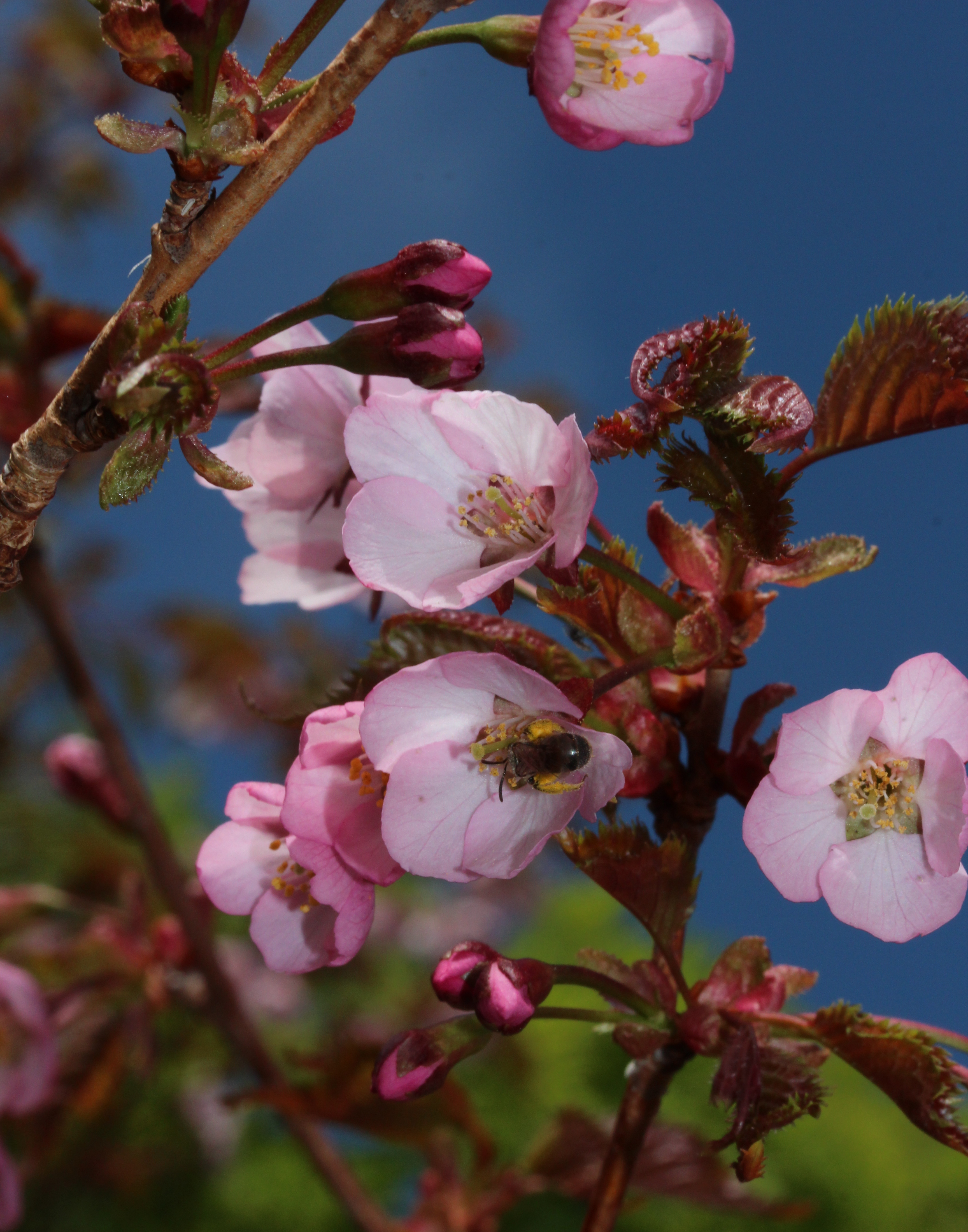
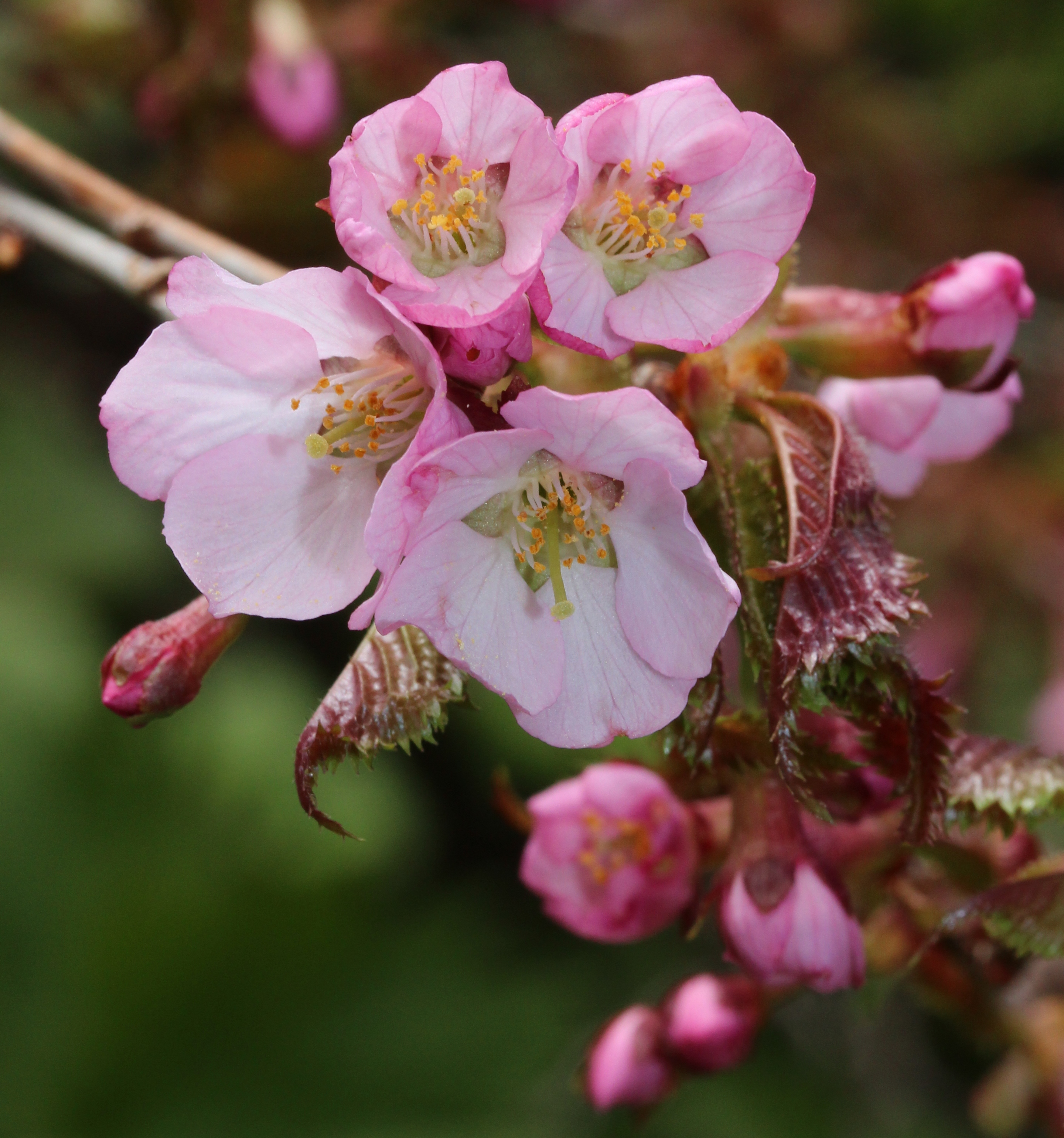
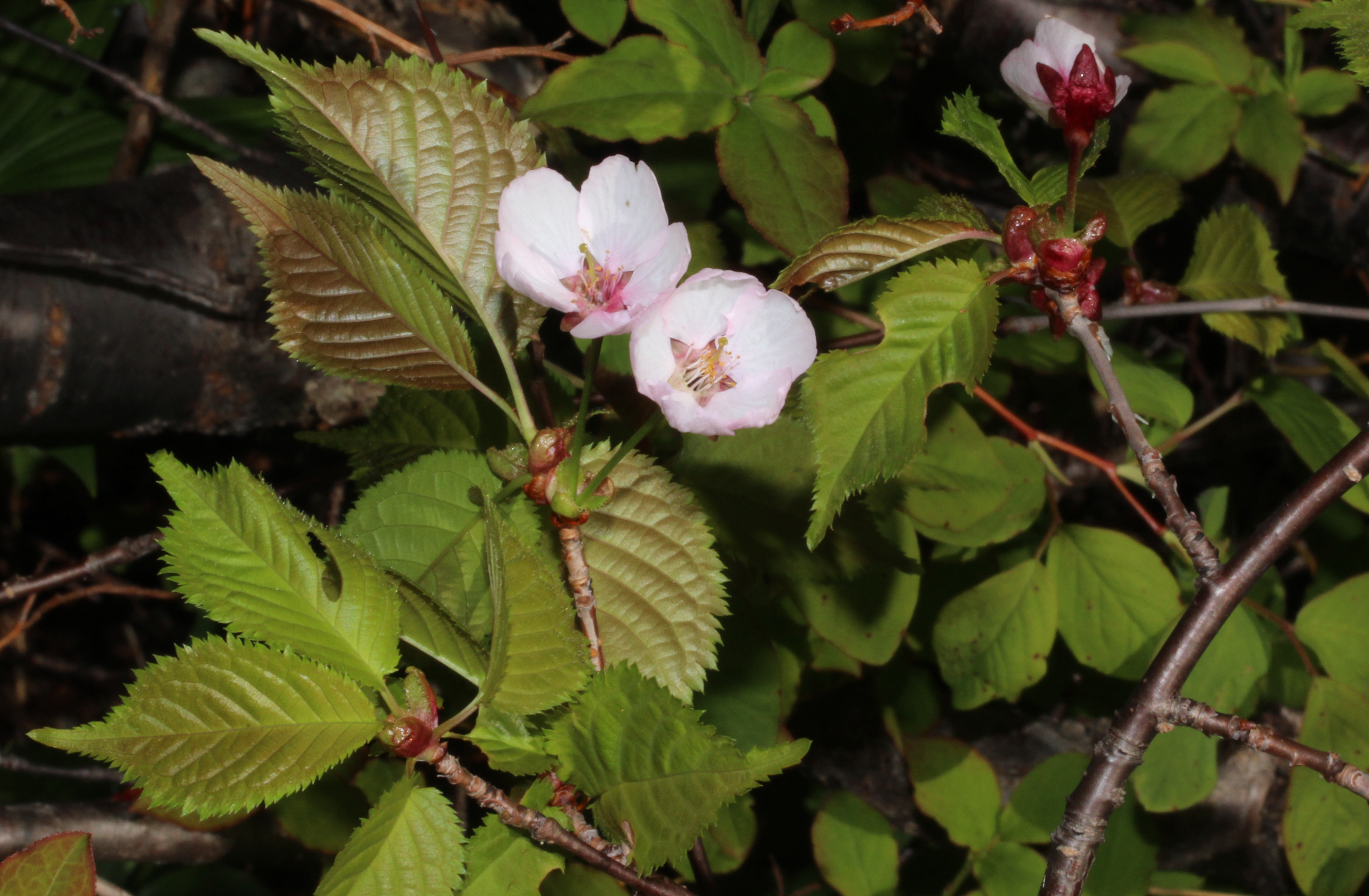
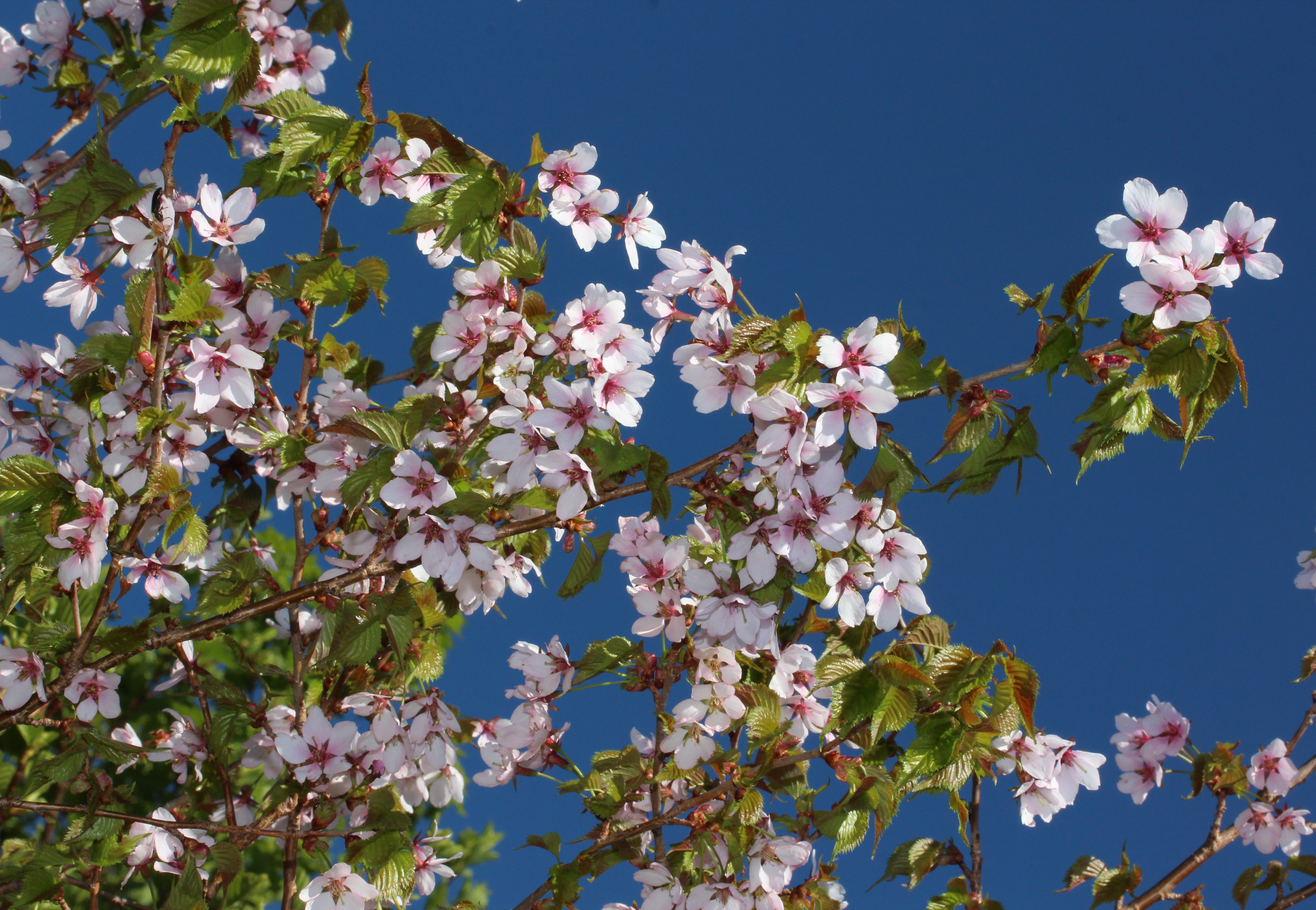